# Polyrhachis daemeli
Polyrhachis daemeli är en myrart som beskrevs av Mayr 1876. Polyrhachis daemeli ingår i släktet Polyrhachis och familjen myror.

## Underarter
Arten delas in i följande underarter:
- P. d. daemeli
- P. d. sulcativentris